# Antonius Lipsmeier
Antonius Lipsmeier (* 7. Mai 1937 in Oelde) ist deutscher Pädagoge mit Schwerpunkt Berufspädagogik.

## Leben
Antonius Lipsmeier erwarb an der Städtischen Realschule Oelde 1954 die Mittlere Reife und absolvierte danach bis 1957 eine Lehre als Maschinenschlosser bei der Westfalia Separator AG in Oelde. Er besuchte von 1957 bis 1959 das kurz zuvor errichtete Institut zur Erlangung der Hochschulreife in Oberhausen und erlangte dort das Abitur. Ab dem Sommer 1959 studierte er an der Universität Saarbrücken im Studiengang für das Gewerbelehramt das Hauptfach Metallgewerbe (Schwerpunkt: Metallphysik und Werkstofftechnik) mit dem Nebenfach Volkswirtschaftslehre sowie Pädagogik/Berufspädagogik. Er legte 1963 das erste und 1965 das zweite Staatsexamen ab.
Nach kurzer Schultätigkeit wurde er 1965 Wissenschaftlicher Assistent bei Pädagogikprofessor Heinrich Abel an der Technischen Universität Darmstadt. Abel starb im Dezember gleichen Jahres und Lipsmeier wechselte als Assistent im Gewerbelehrerstudiengang an die Gottfried Wilhelm Leibniz Universität Hannover (TH Hannover), wo er 1969 zu Dr. phil. promoviert wurde (mit einer Dissertation über Unterrichtsforschung als Unterrichtsgeschichte, dargestellt an der Entwicklung des Unterrichts im Technischen Zeichnen).
Von 1970 bis 1972 ließ er sich an die Gesamthochschule Kassel abordnen, um als Mitglied der ministeriellen Projektgruppe diese Hochschule mit aufzubauen. Zwischenzeitlich habilitierte er 1971 in Berufspädagogik an der TU Hannover (kumulativ auf der Basis der mit Auszeichnung bewerteten Dissertation) und versah ein Jahr eine Lehrstuhlvertretung an der Universität Münster (Blankertz) mit zwischenzeitlichen Ernennungen zum Akademischen Rat und Oberrat. Von 1972 bis 1979 bekleidete er die Professur für Berufspädagogik an der Gesamthochschule Kassel, an der er die Aufbaustudiengänge für Fachhochschulabsolventen (Techniklehrer und Wirtschaftslehrer) als Leiter der ministeriellen Planungskommissionen etablierte.
1979 nahm er den Ruf auf die Professur für Berufliche Weiterbildung an der Fernuniversität Hagen an, für deren Gründung er schon in den Jahren 1974 bis 1976 als Mitglied der ministeriellen Planungsgruppe tätig gewesen war. Er wechselte 1988 an die Universität Karlsruhe.

## Wissenschaft
Lipsmeier veröffentlichte mehr als 300 Bücher und Aufsätze. Ein Schwerpunkt liegt in der Gewerbelehrerausbildung, da er vom Beginn seiner Hochschullehrertätigkeit an der Gesamthochschule Kassel (1972) und auch später an der Universität Karlsruhe (seit 1988) mit der Konzeptionierung oder der Reform dieses Studienganges befasst war. Zudem war er von 1997 bis 2005 Lehrerbildungsexperte im Hauptvorstand des Bundesverbandes der Lehrerinnen und Lehrer an beruflichen Schulen (BLBS).
Ein weiterer Schwerpunkt ist die Curriculumforschung/-entwicklung sowie der Didaktik und Methodik von schulischer und betrieblicher Berufsausbildung. Hier hat er sich mit Aspekten von Didaktik und Methodik wie Ganzheitlichkeit sowie dem selbständigen Planen, Durchführen und Kontrollieren auseinandergesetzt und nachgewiesen, dass diese Aspekte überwiegend über eine lange Tradition in der beruflichen Bildung verfügen.
Ein dritter Akzent in seinem Werk liegt in der beruflichen Weiterbildung. Anfang der achtziger Jahre bekleidete er an der Fernuniversität Hagen eine der beiden Spezialprofessuren, die in der BRD hierfür geschaffen worden waren.
Mehrere Abhandlungen betreffen die Geschichte sowie die Struktur und Organisation der beruflichen Bildung, zumeist in allgemeiner Thematisierung, aber auch Spezialaspekte wie die Problematik vollschulischer Berufsbildung, die Lernortdifferenzierung und die Lernfeldorientierung (2000a; 2004) oder auch vergleichende/internationale Aspekte umfassend.
Im Kontext seiner Mitgliedschaft in der DFG-Senatskommission für Berufsbildungsforschung sind Veröffentlichungen zu dieser Thematik zu verorten wie sein Artikel zu den Möglichkeiten und Problemen der Kooperation in der Berufsbildungsforschung zwischen dem Bundesinstitut für Berufsbildung und den Universitäten und sein Überblicksartikel zur Geschichte dieser Forschung im Rauner-Handbuch.
Den Abschluss seiner Publikationstätigkeiten bildet wohl die Realisierung einer schon seit Jahrzehnten gehegten Idee mit entsprechenden Vorarbeiten, nämlich die Herausgabe (zusammen mit D. Münk) des Biographischen Handbuchs der Berufs- und Wirtschaftspädagogik sowie des beruflichen Schul-, Aus-, Weiterbildungs- und Verbandswesens, das 2019 erschien.

## Ehrungen und Auszeichnungen
- 2005 Ehrenplakette in Silber des Bundesverbandes der Lehrerinnen und Lehrer an beruflichen Schulen

## Weitere Aktivitäten
- Mitherausgeber der Zeitschrift für Berufs- und Wirtschaftspädagogik (1972–2005)
- Mitglied der Senatskommission „Berufsbildungsforschung“ der Deutschen Forschungsgemeinschaft (1986–1990)
- Vorsitzender des Fachbeirats des Instituts Technik und Bildung (ITB) der Universität Bremen (1995–2005)
- Vorsitzender des Fachbeirats der Zentralstelle für gewerbliche Berufsförderung der Deutschen Stiftung für Internationale Entwicklung (DSE) in Mannheim (1995–2005);
- Leitung der Wissenschaftlichen Begleitung von Modellversuchen des Bundes und von Ländern zur Gewerbelehrerausbildung, zum beruflichen Schulwesen und zur betrieblichen Aus- und Weiterbildung (1974 bis 2005) in Nordrhein-Westfalen (Ostwestfalen-Lippe) und Hessen (Kassel, Frankfurt)
- Mitglied im Beratungsgremium des Instituts für Film und Bild in Wissenschaft und Unterricht (FWU) in München und der Zweigstelle Berlin zur Produktion von Medien für die berufliche Bildung (1980–1995)
- Lehrerbildungsexperte beim Hauptvorstand des Bundesverbandes der Lehrerinnen und Lehrer an beruflichen Schulen (BLBS) (1997–2005)
- Beratungen beim Aufbau von Fernstudieneinrichtungen (Hagen, Landau, Lahr) und Konzipierung von etwa 30 Fernstudienbriefen
- Mitglied im Vorstand der Sektion Berufs- und Wirtschaftspädagogik der Deutschen Gesellschaft für Erziehungswissenschaft (Mitte der 1970er Jahre)
- Herausgeber von 50 Schulbüchern für die gewerblich-technische Aus- und Weiterbildung
- Mitglied des Beratungsgremiums beim Europäischen Bildungswerk für Beruf und
- Gesellschaft (EBG) in Magdeburg (seit 1995); Mitglied des Kuratoriums (seit 2016)
- Etwa 30 Gutachten im Rahmen der beruflichen Entwicklungshilfe (Konzept-, Verlaufs- und Evaluierungsstudien) für verschiedene nationale und internationale Organisationen (GIZ, DSE, EU, Weltbank), vor allem in südostasiatischen und afrikanischen Ländern.

## Schriften (Auswahl)
- Die Auseinandersetzung über „gymnasiale“ und „reale oder technische Bildung“. Aufgezeigt an der Vorgeschichte und Ausformung der Darmstädter Real- und technischen Schule zur Höheren Gewerbeschule (1836) und zur Technischen Hochschule (1872/73). In: Die Deutsche Berufs- und Fachschule 62(1966),12, S. 918–932; Technik und Schule.
- Die Ausformung des Berufsschulcurriculums unter dem Einfluss der Technik als Geschichte des Unterrichts im Technischen Zeichnen. Wiesbaden 1971.
- Überlegungen zum Aufbaustudium für Absolventen von Höheren Fachschulen/Fachhochschulen (Fachrichtung Technik) zur Erlangung der Lehrbefähigung im Sekundarschulwesen. In: Die Deutsche Berufs- und Fachschule 68(1972a),1, S. 67–69.
- Vom Beruf der Berufspädagogen. Zur Wissenschaftstheorie der Berufspädagogik. In: Die Deutsche Berufs- und Fachschule 68(1972b),1, S. 21–49; (zus. mit H.A. Hesse, D. Jungk und W. Manz): Berufsbild und Studienplan. Empirische Beiträge zur Entwicklung von Hochschulcurricula. Hannover 1975.
- (zus. mit A. Kell): Berufsbildung in der Bundesrepublik Deutschland. Analyse und Kritik. Hannover 1976; Organisation und Lernorte der Berufsausbildung. München 1978a.[1]
- Didaktik der Berufsausbildung. Analyse und Kritik didaktischer Strukturen der schulischen und betrieblichen Berufsausbildung. München 1978b.
- Die Ausbildung von Berufsschullehrern in den Ländern der Europäischen Gemeinschaft. In: Berufsbildung. Informationsbulletin des Europäischen Zentrums für die Förderung der Berufsbildung. Berlin 1979, S. 2–9.
- (zus. mit R. Brechmacher und G. Wiechmann): Berufspädagogen in Studium und Beruf. Frankfurt 1980; Situation und Probleme der Berufsausbildung in Europa. In: Recht der Jugend und des Bildungswesens 28(1980)6, S. 411–424.
- Die didaktische Struktur des beruflichen Bildungswesens. In: Blankertz, H. u. a. (Hrsg.): Enzyklopädie Erziehungswissenschaft, Bd. 9, Teil 1, Stuttgart 1982, S. 227–249.
- Möglichkeiten und Grenzen einer vollschulischen Berufsausbildung. In: Gewerkschaftliche Bildungspolitik 35(1984),3, S. 75–82.
- Neue Technologien, Technikwissenschaft und Technikdidaktik in ihrer Relevanz für eine Didaktik beruflichen Lernens. In: Verbände der Lehrer … NW (Hrsg.): Berufliche Schulen – Multiplikatoren technologischer Innovationen. Frankfurt 1987a, S. 42–75.
- Berufliche Weiterbildung in West- und Osteuropa. Baden-Baden 1987b; Ganzheitlichkeit als berufspädagogische Kategorie. In: ZBW 85 (1989a),2, S. 137–151.[2]
- Möglichkeiten und Probleme einer Kooperation in der Berufsbildungsforschung zwischen BIBB und Universitäten. In: Berufsbildung in Wissenschaft und Praxis 18(1989b),5, S. 19–26.[3]
- Computerunterstütztes Lernen. Entwicklungen – Möglichkeiten – Perspektiven. Stuttgart (1989c), ISBN 3-87844-011-1.
- Wieviel Staat braucht die berufliche Weiterbildung? In: Bundesinstitut für Berufsbildung (Hrsg.): Festschrift 20 Jahre Bundesinstitut für Berufsbildung. Berlin/Bonn 1990, S. 103–114.
- Berufliche Weiterbildung. Theorieansätze, Strukturen, Qualifizierungsstrategien, Perspektiven. Frankfurt am Main 1991, ISBN 3-925070-57-5.
- Berufsschullehrer-Studiengänge im Kontext von Bedarfsdeckung und Professionalisierung. In: ZBW 88(1992a),5, S. 358–378.
- Selbständiges Planen, Durchführen und Kontrollieren – Zielgrößen mit langer berufspädagogischer Tradition. In: ZBW 88(1992b),5, S. 355–357.
- Die Berufsausbildungspolitik der Gemeinschaft für die 90er Jahre. Analyse der Stellungnahmen der EU-Mitgliedstaaten zum Memorandum der Kommission. Ein Gutachten. Bad Honnef 1994, ISBN 3-87066-725-7.
- Didaktik gewerblich-technischer Berufsausbildung (Technikdidaktik). In: Arnold, R./Lipsmeier, A. (Hrsg.): Handbuch der Berufsbildung. Leverkusen 1995, S. 230–245.[4]
- Berufliche Weiterbildung. Grundlagen und Perspektiven im nationalen und internationalen Kontext. Baltmannsweiler 1997, ISBN 3-87116-892-0.
- Berufsbildung. In: Führ, C./Furck, C.L. (Hrsg.): Handbuch der deutschen Bildungsgeschichte, Bd. VI, München 1998a, S. 447–489.
- Vom verblassenden Wert des Berufes für das berufliche Lernen. In: ZBW 94(1998b),4, S. 481–495.[5]
- Berufsschule in Abhängigkeit oder Autonomie? Lernortkooperation und Lernfeldorientierung als potenzielle Stabilisierungsfaktoren für das Duale System. In: ZBW 96(2000a),1, S. 12–29.
- Systematisierungsprinzipien für berufliche Curricula. In: Lipsmeier, A./Pätzold, G. (Hrsg.): Lernfeldorientierung in Theorie und Praxis. Stuttgart 2000b, S. 54–71.
- Ausbildung von Diplomgewerbelehrern in Karlsruhe. In: Clement, U./Lipsmeier, A. (Hrsg.): Berufliche Bildung zwischen Struktur und Innovation. Stuttgart 2003, S. 132–149.[6]
- Lernortkooperation – eine Schimäre mit berufsbildungspolitischer Suggestivkraft. In: Euler, D. (Hrsg.): Handbuch der Lernortkooperation, Bd. 1, Bielefeld 2004, S. 60–76.[7]
- Probleme und Strategien der Curriculumentwicklung für die berufliche Bildung in der BRD im internationalen Kontext. In: Arnold, R. (Hrsg.): Grenzgänge(r) der Pädagogik, Baltmannsweiler 2005a, S. 47–62.[8]
- Genese der berufspädagogischen (Berufsbildungs)Forschung. In: Rauner, F. (Hrsg.): Handbuch Berufsbildungsforschung. Bielefeld 2005b, S. 19–27.[9]
- Der Bachelor-Lehrer – Retter oder Bestatter des beruflichen Schulwesens? – ZBW 113(2017),4, S. 676–680.[10]
- Hrsg. zus. mit D. Münk: Biographisches Handbuch der Berufs- und Wirtschaftspädagogik sowie des beruflichen Schul-, Aus-, Weiterbildungs- und Verbandswesens. Stuttgart 2019.[11]